# Liste der Monuments historiques in Blois
Die Liste der Monuments historiques in Blois führt die Monuments historiques in der französischen Stadt Blois auf.

## Liste der Bauwerke
| Bezeichnung                                              | Beschreibung | Standort                                                | Kennzeichnung | Schutzstatus           | Datum          | Bild |
| -------------------------------------------------------- | ------------ | ------------------------------------------------------- | ------------- | ---------------------- | -------------- | ---- |
| Abtei Saint-Laumer                                       |              | Quai de l’Abbé-Grégoire (Lage)                          | PA00098334    | Inscrit Classé Inscrit | 1939 1967 1992 |      |
| Basilika Notre-Dame de la Trinité                        |              | 14bis rue Monin (Lage)                                  | PA00132568    | Classé                 | 1996           |      |
| Buvette de la Renaissance                                |              | 21 rue Beauvoir (Lage)                                  | PA00098361    | Inscrit                | 1946           |      |
| Kathedrale Saint-Louis                                   |              | (Lage)                                                  | PA00098336    | Classé                 | 1906           |      |
| Vorratskeller des Priorats Saint-Jean-en-Grève           |              | Boulevard Eugène Riffault (Lage)                        | PA00098672    | Inscrit                | 1992           |      |
| Schloss Blois                                            |              | (Lage)                                                  | PA00098337    | Classé                 | 1840           |      |
| Château de la Vicomté                                    |              | Route Basse-des-Grouets (Lage)                          | PA00098338    | Inscrit                | 1946           |      |
| Chocolaterie Poulain                                     |              | 8 avenue Gambetta (Lage)                                | PA41000001    | Inscrit                | 1997           |      |
| sogenannter Cloître Saint-Saturnin (Lapidarium)          |              | (Lage)                                                  | PA00098339    | Classé                 | 1886           |      |
| ehemaliges Jesuitenkolleg                                |              | Rue de la Poste (Lage)                                  | PA00098340    | Inscrit                | 1928           |      |
| Krypta der Abtei Bourgmoyen (abgegangen)                 |              | Square Valin-de-la-Vaissière (Lage)                     | PA00098341    | Inscrit                | 1945           |      |
| Kirche Notre-Dame de Bourgmoyen (abgegangen)             |              | Square Valin-de-la-Vaissière (Lage)                     | PA00098342    | Inscrit                | 1928           |      |
| Kirche Saint-Nicolas                                     |              | (Lage)                                                  | PA00098343    | Classé                 | 1840           |      |
| Kirche Saint-Saturnin                                    |              | (Lage)                                                  | PA00098344    | Inscrit                | 1942           |      |
| Kirche Saint-Vincent-de-Paul                             |              | (Lage)                                                  | PA00098345    | Classé                 | 1917           |      |
| Brunnen Louis XII.                                       |              | (Lage)                                                  | PA00098347    | Classé                 | 1840           |      |
| Brunnen Saint-Nicolas                                    |              | Place Saint-Laumer (Lage)                               | PA00098348    | Inscrit                | 1946           |      |
| Stadtbefestigung                                         |              | (Lage)                                                  | PA00098349    | Inscrit                | 1942           |      |
| Grèneterie de Marmoutier                                 |              | 6 rue des Jacobins (Lage)                               | PA00098368    | Inscrit                | 1946           |      |
| Halle aux grains                                         |              | 2 place Jean-Jaurès (Lage)                              | PA00098350    | Inscrit                | 1982           |      |
| Nationalgestüt Blois                                     |              | Avenue Maunoury (Lage)                                  | PA00098668    | Inscrit                | 1992           |      |
| Hôtel d’Alluye                                           |              | 8 rue Saint-Honoré (Lage)                               | PA00098351    | Classé                 | 1929           |      |
| Hôtel d’Amboise                                          |              | 6 place du Château (Lage)                               | PA00098352    | Inscrit                | 1938           |      |
| Hôtel de Belot                                           |              | 10 rue des Papegauds (Lage)                             | PA00098353    | Classé                 | 1889           |      |
| Hôtel de Bretagne                                        |              | 2 rue Jean Bernier (Lage)                               | PA00098386    | Inscrit                | 1946           |      |
| Hôtel de Condé                                           |              | 3 rue des Juifs (Lage)                                  | PA00098370    | Inscrit                | 1933           |      |
| Hôtel Denis-Dupont                                       |              | 2 rue Saint-Honoré (Lage)                               | PA00098355    | Classé                 | 1931           |      |
| Hôtel d’Épernon                                          |              | 4 place du Château (Lage)                               | PA00098356    | Inscrit                | 1938           |      |
| Hôtel de Guise                                           |              | 18 rue Chemonton (Lage)                                 | PA00098363    | Inscrit                | 1934           |      |
| Hôtel Jacques de Moulins                                 |              | 2 rue des Juifs (Lage)                                  | PA00098369    | Inscrit                | 1945           |      |
| Hôtel de Jassand                                         |              | 5 rue Fontaine-des-Élus (Lage)                          | PA00098357    | Inscrit                | 1928           |      |
| Hôtel de Lavallière                                      |              | 5 rue du Puits-Châtel (Lage)                            | PA00098380    | Inscrit Classé         | 1928 1963      |      |
| Präfektur                                                |              | 578 rue de la Madeleine (Lage)                          | PA00098392    | Inscrit                | 1977           |      |
| Hôtel Sardini                                            |              | 7 rue du Puits-Châtel (Lage)                            | PA00098358    | Inscrit Classé         | 1927 1963      |      |
| Hôtel Viart                                              |              | 1 rue Pardessus 47 rue du Commerce (Lage)               | PA00098359    | Inscrit                | 1929           |      |
| Hôtel de ville (ehemaliger Bischofspalast)               |              | (Lage)                                                  | PA00098346    | Classé                 | 1930           |      |
| Hôtel-Dieu                                               |              | Place Louis-XII Rue du Bourg-Moyen (Lage)               | PA00098354    | Inscrit                | 1946           |      |
| Gebäude                                                  |              | 6, 8, 12 rue Chemonton (Lage)                           | PA00098360    | Inscrit                | 1928           |      |
| Haus                                                     |              | 15 rue des Carmélites (Lage)                            | PA00098362    | Inscrit                | 1946           |      |
| Haus                                                     |              | 41bis rue du Commerce (Lage)                            | PA00098364    | Inscrit                | 1931           |      |
| Haus                                                     |              | 48, 50 rue Denis-Papin (Lage)                           | PA00098365    | Inscrit                | 1946           |      |
| Haus                                                     |              | 11 rue Fontaine-des-Élus (Lage)                         | PA00098366    | Inscrit                | 1941           |      |
| Haus                                                     |              | 30 rue de la Foulerie (Lage)                            | PA00098367    | Inscrit                | 1946           |      |
| Haus                                                     |              | 4 rue des Papegauds 3 rue des Degrès-Saint-Louis (Lage) | PA00098372    | Inscrit                | 1928           |      |
| Haus                                                     |              | 14 rue des Papegauds (Lage)                             | PA00098373    | Inscrit                | 1946           |      |
| Haus                                                     |              | 8 rue Pardessus (Lage)                                  | PA00098374    | Inscrit                | 1946           |      |
| Haus                                                     |              | 1 rue Pierre-de-Blois (Lage)                            | PA00098376    | Inscrit                | 1928           |      |
| Haus                                                     |              | 4 rue Pierre-de-Blois (Lage)                            | PA00098377    | Inscrit                | 1928           |      |
| Haus                                                     |              | 6 rue Pierre-de-Blois (Lage)                            | PA00098378    | Inscrit                | 1928           |      |
| Haus                                                     |              | 17 rue Porte-Chartraine (Lage)                          | PA00098379    | Inscrit                | 1932           |      |
| Haus (abgegangen)                                        |              | 1, 3 rue Saint-Lubin (Lage)                             | PA00098382    | Classé                 | 1889           |      |
| Haus                                                     |              | 36 rue Saint-Lubin (Lage)                               | PA00098383    | Inscrit                | 1946           |      |
| Haus                                                     |              | 38 rue Saint-Lubin Rue Robert-Houdin (Lage)             | PA00098384    | Inscrit                | 1946           |      |
| Haus                                                     |              | 2 carrefour Saint-Michel (Lage)                         | PA00098385    | Inscrit                | 1931           |      |
| Haus (abgegangen)                                        |              | 20 rue du Vieux-Pont (Lage)                             | PA00098387    | Inscrit                | 1928           |      |
| Haus                                                     |              | 25 rue des Violettes (Lage)                             | PA00098388    | Inscrit                | 1946           |      |
| Maison de l’Acrobate                                     |              | 3, 3bis place Saint-Louis (Lage)                        | PA00098381    | Classé                 | 1922           |      |
| Maison Calcat                                            |              | Les Cormiers 130, 132, 134 rue Albert-Ier (Lage)        | PA41000002    | Inscrit                | 1997           |      |
| Maison de la Chancellerie                                |              | 11 rue du Lion-Ferré Rue Chemonton (Lage)               | PA00098371    | Inscrit                | 1930 1946      |      |
| Maison de Denis Papin                                    |              | Rue Pierre-de-Blois (Lage)                              | PA00098375    | Inscrit                | 1928           |      |
| Justizpalast                                             |              | Place de la République (Lage)                           | PA00098390    | Inscrit                | 1977           |      |
| Gartenpavillon von Anne de Bretagne                      |              | (Lage)                                                  | PA00098335    | Classé                 | 1886           |      |
| Pont Jacques-Gabriel                                     |              | (Lage)                                                  | PA00098391    | Inscrit                | 1937           |      |
| Pont Saint-Michel (über den Cosson) und Ponts Chartrains |              | (Lage)                                                  | PA41000037    | Inscrit                | 2006           |      |
| Tour d’Argent (abgegangen)                               |              | Rue des Trois-Clefs (Lage)                              | PA00098393    | Inscrit                | 1926           |      |
| Tour Beauvoir                                            |              | (Lage)                                                  | PA00098389    | Inscrit                | 1948           |      |

## Liste der Objekte
- Monuments historiques (Objekte) in Blois in der Base Palissy des französischen Kultusministeriums